# ベーケーシュ県
ベーケーシュ県 (ハンガリー語: Békés vármegye, 発音 [ˈbeːkeːʃ], ルーマニア語: Județul Bichiș)）は、ハンガリーの県。県都はベーケーシュチャバ。人口は39万2千人。

## 概要
ハンガリーの南東端に位置する県。大平原が広がり農耕に適している。また、天然ガスも産出する。住民の多くはマジャル人だが、スロヴァキア人、ロマ、ルーマニア人などの少数民族も居住する。
16世紀後半よりオスマン帝国の支配下におかれ、18世紀にハプスブルク家の統治に入った。19世紀半ばには、ペシュト（現ブダペシュト）とベーケーシュチャバの間が鉄道で結ばれた。第一次世界大戦の結果、ハンガリーは多くの領土をルーマニアに割譲し、ベーケーシュ県がハンガリーの東端となった。しかし、ルーマニア内にも多くのマジャル人が居住しており、ルーマニアが2007年にEU加盟を果たしたこともあり、国境を越えた物的・人的交流が盛んになっている。

## 主な市町村
市
- ベーケーシュチャバ (62,050)

町
- ジュラ (31,067)
- オロシュハーザ (29,081)
- ベーケーシュ (20,088)
- サルヴァシュ (16,956)
- ジョマエンドレード (13,680)
- メゼーベレーニ (10,632)
- シャルカド (10,020)
- セグハロム (9,290)
- デーヴァヴァーニャ (7,899)
- ヴェーステー (6,986)
- メゼーコヴァーチハーザ (6,177)
- バットニャ (6,042)
- トートコムローシュ (6,016)
- フュゼシュジャルマト (5,734)
- メゼーヘジェシュ (5,712)
- コンドロシュ (5,228)
- ウーイキージョーシュ (5,196)
- チョルヴァーシュ (5,060)
- エレク (4,927)
- ケレシュラダーニ (4,674)

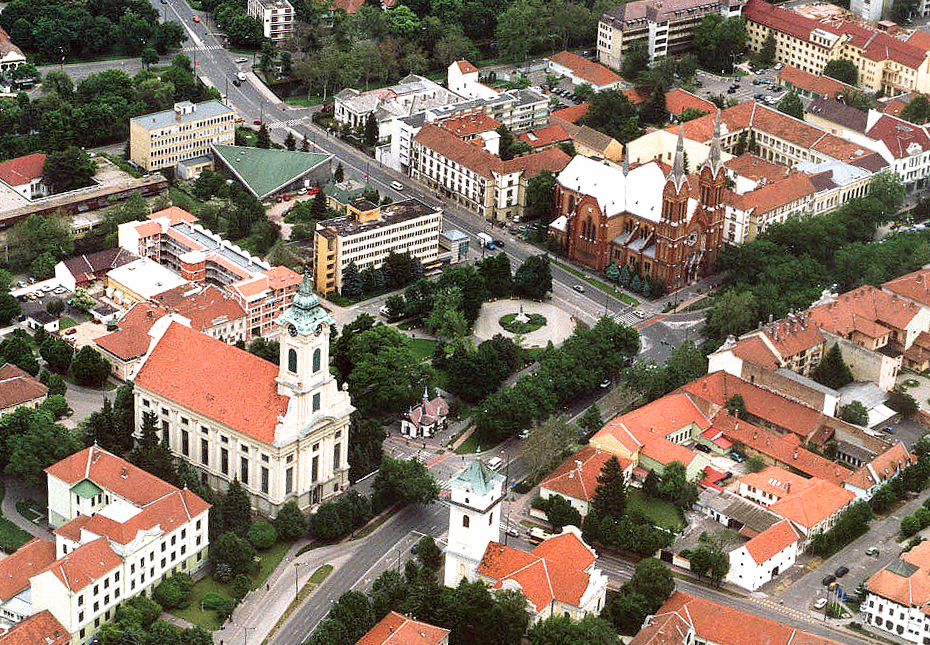
ベーケーシュチャバ

- Medgyesegyháza (3,698)